# Copa do Mundo de Futebol Feminino de 2003
A Copa do Mundo de Futebol Feminino de 2003 foi realizada nos Estados Unidos, tendo como campeã a seleção alemã feminina.
A seleção alemã conquistou o seu primeiro título mundial feminino e se tornaram o primeiro, e até hoje o único, país a ganhar a Copa do Mundo FIFA masculina e a Copa do Mundo FIFA feminina. A seleção masculina da Alemanha havia conquistado a Copa do Mundo três vezes até 2003.
Originalmente, a China seria o anfitrião do campeonato, porém com os problemas relacionados à Síndrome respiratória aguda grave ocorridos no país, o evento teve de ser movido para os Estados Unidos.
Em compensação pela impossibilidade de sediar o campeonato mundial, a China manteve sua qualificação automática como anfitrião e foi indicada como anfitriã do evento de 2007.

## Qualificação
| Confederação                                  | Torneio qualificatório                            | Classificado(s)                           |
| --------------------------------------------- | ------------------------------------------------- | ----------------------------------------- |
| AFC (Ásia)                                    | Copa da Ásia de Futebol Feminino de 2002          | China Coreia do Norte Coreia do Sul Japão |
| CAF (África)                                  | Campeonato Africano de Futebol Feminino de 2002   | Nigéria Gana                              |
| CONCACAF (América do Norte, Central e Caribe) | Copa Ouro Feminina de 2002                        | Canadá                                    |
| CONMEBOL (América do Sul)                     | Campeonato Sul-Americano Feminino de 2002         | Brasil Argentina                          |
| OFC (Oceania)                                 | Campeonato da Oceania de Futebol Feminino de 2002 | Austrália                                 |
| UEFA (Europa)                                 | Eliminatórias Europeias                           | França Alemanha Noruega Suécia Rússia     |
| País sede                                     | País sede                                         | Estados Unidos                            |

## Árbitras
| Árbitras             | Assistentes                            |
| AFC                  | AFC                                    |
| -------------------- | -------------------------------------- |
| CHN Zhang Dongqing   | TPE Lui Hsiu Mei JPN Hisae Yoshizawa   |
| KOR Eun Ju Im        | KOR Soo Jin Choi PRK Kum Nyo Hong      |
| CAF                  |                                        |
| TOG Xonam Agboyi     | CIV Perpetue Krebe SEN Florence Biagui |
| CONCACAF             |                                        |
| CAN Sonia Denoncourt | CAN Denise Robinson TRI Lynda Bramble  |
| USA Kari Seitz       | USA Karalee Sutton USA Sharon Wheeler  |
| OFC                  |                                        |
| AUS Tammy Ogston     | AUS Airlie Keen AUS Jacqueline Leleu   |

| Árbitras                                              | Assistentes                              |
| CONMEBOL                                              | CONMEBOL                                 |
| ----------------------------------------------------- | ---------------------------------------- |
| BRA Sueli Tortura                                     | BRA Cleidy Ribeiro BRA Marlei Silva      |
| ARG Florecia Romano                                   | ARG Sabrina Lois ARG Alejandra Cercato   |
| UEFA                                                  |                                          |
| SUI Nicole Petignat                                   | SUI Elke Luethi FRA Nelly Viennoy        |
| FIN Katriina Elovirta                                 | FIN Emilia Parviainen NIR Andi Regan     |
| ROU Cristina Ionescu                                  | ROU Irina Mirt POL Katarzyna Wierzbowska |
| Reservas (CAF e CONCACAF)                             |                                          |
| NGA Bola Abidoye USA Sandra Hunt USA Jennifer Bennett |                                          |

## Primeira-fase

### Grupo A
| Seleção         | Pts | J | V | E | D | GP | GC | SG  |
| --------------- | --- | - | - | - | - | -- | -- | --- |
| Estados Unidos  | 9   | 3 | 3 | 0 | 0 | 11 | 1  | +10 |
| Suécia          | 6   | 3 | 2 | 0 | 1 | 5  | 3  | +2  |
| Coreia do Norte | 3   | 3 | 1 | 0 | 2 | 3  | 4  | -1  |
| Nigéria         | 0   | 3 | 0 | 0 | 3 | 0  | 11 | -11 |

| 20 de setembro | Nigéria | 0 – 3     | Coreia do Norte       | Lincoln Financial Field, Filadélfia          |
| 14:45 (UTC−4)  |         | Relatório | Jin 13', 88' · Ri 73' | Público: 24 346 Árbitro: SUI Nicole Petignat |

| 21 de setembro | Estados Unidos                    | 3 – 1     | Suécia       | RFK Stadium, Washington                     |
| 12:30 (UTC−4)  | Lilly 27' · Parlow 36' · Boxx 78' | Relatório | Svensson 58' | Público: 34 144 Árbitro: CHN Zhang Dongqing |

| 25 de setembro | Suécia      | 1 – 0     | Coreia do Norte | Lincoln Financial Field, Filadélfia       |
| 16:45 (UTC−4)  | Svensson 7' | Relatório |                 | Público: 31 553 Árbitro: AUS Tammy Ogston |

| 25 de setembro | Estados Unidos                                                  | 5 – 0     | Nigéria | Lincoln Financial Field, Filadélfia           |
| 19:30 (UTC−4)  | Hamm 6' (pen), 12' · Parlow 47' · Wambach 65' · Foudy 89' (pen) | Relatório |         | Público: 31 553 Árbitro: ARG Florencia Romano |

| 28 de setembro | Suécia                           | 3 – 0     | Nigéria | Columbus Crew Stadium, Columbus               |
| 13:00 (UTC−4)  | Ljungberg 56', 79' · Moström 81' | Relatório |         | Público: 22 828 Árbitro: CAN Sonia Denoncourt |

| 28 de setembro | Coreia do Norte | 0 – 3     | Estados Unidos                       | Columbus Crew Stadium, Columbus            |
| 15:45 (UTC−4)  |                 | Relatório | Wambach 17' (pen) · Reddick 48', 66' | Público: 22 828 Árbitro: BRA Sueli Tortura |

### Grupo B
| Seleção       | Pts | J | V | E | D | GP | GC | SG  |
| ------------- | --- | - | - | - | - | -- | -- | --- |
| Brasil        | 7   | 3 | 2 | 1 | 0 | 8  | 2  | +6  |
| Noruega       | 6   | 3 | 2 | 0 | 1 | 10 | 5  | +5  |
| França        | 4   | 3 | 1 | 1 | 1 | 2  | 3  | -1  |
| Coreia do Sul | 0   | 3 | 0 | 0 | 3 | 1  | 11 | -10 |

| 20 de setembro | Noruega                 | 2 – 0     | França | Lincoln Financial Field, Filadélfia     |
| 12:00 (UTC−4)  | Rapp 47' · Mellgren 66' | Relatório |        | Público: 24 346 Árbitro: USA Kari Seitz |

| 21 de setembro | Brasil                                  | 3 – 0     | Coreia do Sul | RFK Stadium, Washington                   |
| 15:15 (UTC−4)  | Marta 14' (pen) · Kátia Cilene 55', 62' | Relatório |               | Público: 34 144 Árbitro: AUS Tammy Ogston |

| 24 de setembro | Noruega       | 1 – 4     | Brasil                                                  | RFK Stadium, Washington                   |
| 17:00 (UTC−4)  | Pettersen 45' | Relatório | Daniela 26' · Rosana 37' · Marta 59' · Kátia Cilene 68' | Público: 16 316 Árbitro: TOG Xonam Agboyi |

| 24 de setembro | França     | 1 – 0     | Coreia do Sul | RFK Stadium, Washington                     |
| 19:45 (UTC−4)  | Pichon 84' | Relatório |               | Público: 16 316 Árbitro: CHN Zhang Dongqing |

| 27 de setembro | Coreia do Sul | 1 – 7     | Noruega                                                                            | Gillette Stadium, Foxborough              |
| 12:45 (UTC−4)  | Kim 75'       | Relatório | Gulbrandsen 5' · Mellgren 24', 31' · Pettersen 40' · Sandaune 52' · Ørmen 80', 90' | Público: 14 356 Árbitro: AUS Tammy Ogston |

| 27 de setembro | França       | 1 – 1     | Brasil           | RFK Stadium, Washington                       |
| 12:45 (UTC−4)  | Pichon 90+2' | Relatório | Kátia Cilene 58' | Público: 17 618 Árbitro: ROM Cristina Babadac |

### Grupo C
Classificação
| Seleção   | Pts | J | V | E | D | GP | GS | SG  |
| --------- | --- | - | - | - | - | -- | -- | --- |
| Alemanha  | 9   | 3 | 3 | 0 | 0 | 13 | 2  | +11 |
| Canadá    | 6   | 3 | 2 | 0 | 1 | 7  | 5  | +2  |
| Japão     | 3   | 3 | 1 | 0 | 2 | 7  | 6  | +1  |
| Argentina | 0   | 3 | 0 | 0 | 3 | 1  | 15 | -14 |

Resultados

| 20 de setembro | Alemanha  | - | Canadá    | 4 - 1 |
| 20 de setembro | Japão     | - | Argentina | 6 - 0 |
| 24 de setembro | Alemanha  | - | Japão     | 3 - 0 |
| 24 de setembro | Canadá    | - | Argentina | 3 - 0 |
| 27 de setembro | Canadá    | - | Japão     | 3 - 1 |
| 27 de setembro | Argentina | - | Alemanha  | 1 - 6 |

### Grupo D
Classificação
| Seleção   | Pts | J | V | E | D | GP | GS | SG |
| --------- | --- | - | - | - | - | -- | -- | -- |
| China     | 7   | 3 | 2 | 1 | 0 | 3  | 1  | +2 |
| Rússia    | 6   | 3 | 2 | 0 | 1 | 5  | 2  | +3 |
| Gana      | 3   | 3 | 1 | 0 | 2 | 2  | 5  | -3 |
| Austrália | 1   | 3 | 0 | 1 | 2 | 3  | 5  | -2 |

Resultados

| 21 de setembro | Austrália | - | Rússia    | 1 - 2 |
| 21 de setembro | China     | - | Gana      | 1 - 0 |
| 25 de setembro | Gana      | - | Rússia    | 0 - 3 |
| 25 de setembro | China     | - | Austrália | 1 - 1 |
| 28 de setembro | Gana      | - | Austrália | 2 - 1 |
| 28 de setembro | China     | - | Rússia    | 1 - 0 |

## Fase final
|  | Quartas de final | Quartas de final |                |        | Semifinais     | Semifinais     |  |  | Final | Final |
|  |                  |                  |                |        |                |                |  |  |       |       |
|  |                  |                  |                |        |                |                |  |  |       |       |
|  |                  |                  |                |        |                |                |  |  |       |       |
|  | Estados Unidos   | 1                |                |        |                |                |  |  |       |       |
|  | Estados Unidos   | 1                |                |        |                |                |  |  |       |       |
|  | Noruega          | 0                |                |        |                |                |  |  |       |       |
|  | Noruega          | 0                | Estados Unidos | 0      |                |                |  |  |       |       |
|  |                  |                  | Estados Unidos | 0      |                |                |  |  |       |       |
|  |                  | Alemanha         | 3              |        |                |                |  |  |       |       |
|  | Alemanha         | Alemanha         | 3              | 7      |                |                |  |  |       |       |
|  | Alemanha         |                  |                | 7      |                |                |  |  |       |       |
|  | Rússia           | 1                |                |        |                |                |  |  |       |       |
|  | Rússia           | 1                | Alemanha       | 2      |                |                |  |  |       |       |
|  |                  |                  | Alemanha       | 2      |                |                |  |  |       |       |
|  |                  | Suécia           | 1              |        |                |                |  |  |       |       |
|  | Brasil           | Suécia           | 1              | 1      |                |                |  |  |       |       |
|  | Brasil           |                  |                | 1      |                |                |  |  |       |       |
|  | Suécia           | 2                |                |        |                |                |  |  |       |       |
|  | Suécia           | 2                | Suécia         | 2      | Terceiro lugar | Terceiro lugar |  |  |       |       |
|  |                  |                  | Suécia         | 2      | Terceiro lugar | Terceiro lugar |  |  |       |       |
|  |                  | Canadá           | 1              |        |                |                |  |  |       |       |
|  | China            | Canadá           | 1              | 0      | Estados Unidos | 3              |  |  |       |       |
|  | China            |                  |                | 0      | Estados Unidos | 3              |  |  |       |       |
|  | Canadá           | 1                |                | Canadá | 1              |                |  |  |       |       |
|  | Canadá           | 1                |                |        | 1              |                |  |  |       |       |
|  |                  |                  |                |        |                |                |  |  |       |       |
|  |                  |                  |                |        |                |                |  |  |       |       |

*Final após prolongamento.

## Classificação final
As equipes quatro primeiras colocados foram classificadas por pontos ganhos em todas as partidas. O saldo de gols foi o outro critério de desempate.
| Classificação                    | Seleção         | Pld | W | D | L | GF | GA | GD  | Pts |
| -------------------------------- | --------------- | --- | - | - | - | -- | -- | --- | --- |
| 1                                | Alemanha        | 6   | 6 | 0 | 0 | 25 | 4  | +21 | 18  |
| 2                                | Suécia          | 6   | 4 | 0 | 2 | 10 | 7  | +3  | 12  |
| 3                                | Estados Unidos  | 6   | 5 | 0 | 1 | 15 | 5  | +10 | 15  |
| 4                                | Canadá          | 6   | 3 | 0 | 3 | 10 | 10 | 0   | 9   |
| Eliminados nas quartas de finais |                 |     |   |   |   |    |    |     |     |
| 5                                | Brasil          | 4   | 2 | 1 | 1 | 9  | 4  | +5  | 7   |
| 6                                | China           | 4   | 2 | 1 | 1 | 3  | 2  | +1  | 7   |
| 7                                | Noruega         | 4   | 2 | 0 | 2 | 10 | 6  | +4  | 6   |
| 8                                | Rússia          | 4   | 2 | 0 | 2 | 6  | 9  | –3  | 6   |
| Eliminados na fase de grupos     |                 |     |   |   |   |    |    |     |     |
| 9                                | França          | 3   | 1 | 1 | 1 | 2  | 3  | –1  | 4   |
| 10                               | Japão           | 3   | 1 | 0 | 2 | 7  | 6  | +1  | 3   |
| 11                               | Coreia do Norte | 3   | 1 | 0 | 2 | 3  | 4  | –1  | 3   |
| 12                               | Gana            | 3   | 1 | 0 | 2 | 2  | 5  | –3  | 3   |
| 13                               | Austrália       | 3   | 0 | 1 | 2 | 3  | 5  | –2  | 1   |
| 14                               | Coreia do Sul   | 3   | 0 | 0 | 3 | 1  | 11 | –10 | 0   |
| 15                               | Nigéria         | 3   | 0 | 0 | 3 | 0  | 11 | –11 | 0   |
| 16                               | Argentina       | 3   | 0 | 0 | 3 | 1  | 15 | –14 | 0   |

## Premiações
Os seguintes prêmios foram dados durante o torneio:
| Bola de ouro         | Bola de prata     | Bola de bronze     |
| -------------------- | ----------------- | ------------------ |
| Birgit Prinz         | Victoria Svensson | Maren Meinert      |
| Chuteira de ouro     | Chuteira de prata | Chuteira de bronze |
| Birgit Prinz         | Maren Meinert     | Kátia Cilene       |
| 7 gols               | 4 gols            | 4 gols             |
| FIFA Fair Play Award |                   |                    |
| China                |                   |                    |

## Artilharia
7 gols
- Birgit Prinz

4 gols
- Kerstin Garefrekes
- Maren Meinert
- Kátia Cilene

3 gols
- Marta
- Christine Latham
- Christine Sinclair
- Abby Wambach
- Mio Otani
- Homare Sawa
- Dagny Mellgren
- Hanna Ljungberg
- Victoria Svensson

2 gols
- Sandra Minnert
- Martina Müller
- Bettina Wiegmann
- Heather Garriock
- Charmaine Hooper
- Kara Lang
- Bai Jie
- Shannon Boxx
- Mia Hamm
- Kristine Lilly
- Cindy Parlow
- Cat Reddick
- Marinette Pichon
- Alberta Sackey
- Jin Pyol-hui
- Linda Ørmen
- Marianne Pettersen
- Malin Moström

1 gol
- Stefanie Gottschlich
- Nia Künzer
- Conny Pohlers
- Pia Wunderlich
- Yanina Gaitán
- Kelly Golebiowski
- Daniela
- Rosana
- Sun Wen
- Ri Un-Gyong
- Kim Jin-hee
- Julie Foudy
- Tiffeny Milbrett
- Emi Yamamoto
- Solveig Gulbrandsen
- Anita Rapp
- Brit Sandaune
- Natalia Barbashina
- Elena Danilova
- Elena Fomina
- Olga Letyushova
- Marina Saenko
- Malin Andersson
- Josefine Öqvist

Gol Contra
- Dianne Alagich (para Russia)